# 19 janvier 1971
Le mardi 19 janvier 1971 est le 19e jour de l'année 1971.

## Naissances
- Claude Lastennet, tueur en série français
- Lucy Scott, actrice britannique
- Luis Enrique Camejo, artiste cubain
- Marcus Dodd, pilote automobile anglais de rallyes
- Phil Nevin, joueur professionnel de baseball américain
- Rachel Luttrell, actrice canadienne
- Shawn Wayans, acteur américain
- Sven Scheuer, footballeur allemand
- Tamayo Marukawa, personnalité politique japonaise

## Décès
- Alexander Grant Ruthven (né le 1er avril 1882), herpétologiste américain
- Auguste Antoine Palasse (né le 11 juin 1881), général français du XXe siècle
- Eugène De Seyn (né le 1er février 1880), libraire-éditeur et écrivain belge
- Martin Bercovici (né le 24 août 1902), ingénieur roumain en électricité
- Warwick Braithwaite (né le 9 janvier 1896), chef d'orchestre